# Sclerophrys urunguensis
Espèce
Synonymes
- Bufo urunguensis Loveridge, 1932
- Amietophrynus urunguensis (Loveridge, 1932)

Statut de conservation UICN

 VU B1ab(iii) : Vulnérable
Sclerophrys urunguensis est une espèce d'amphibiens de la famille des Bufonidae.

## Répartition
Cette espèce se rencontre à l'extrémité Sud du lac Tanganyika :
- en Tanzanie, à Kitungulu et à Tatanda ;
- en Zambie, aux chutes de Kalambo et à Mbala.

## Description
L'holotype de Amietophrynus urunguensis, une femelle adulte, mesure 28 mm. Son dos est gris teinté de rouge brique avec des traces de violet et marqué de taches sombres irrégulières dans leur forme et leur tonalité. Une marque en forme de V est souvent présente au-dessus de l'anus. Sa face ventrale est blanc crémeux tacheté de violacé.

## Étymologie
Son nom d'espèce, composé de urungu et du suffixe latin -ensis, « qui vit dans, qui habite », lui a été donné en référence au lieu de sa découverte, Urungu, dans la région Rukwa en Tanzanie.

## Publication originale
- Loveridge, 1932 : New Reptiles and Amphibians from Tanganyika Territory and Kenya Colony. Bulletin of the Museum of Comparative Zoology, vol. 72, p. 374-387 (texte intégral).